# بامبانغ بامونغكاس
بامبانغ بامونغكاس (بالإندونيسية: Bambang Pamungkas)‏ ، من مواليد 10 يونيو 1980 سالاتيغا في أندونيسيا ، لاعب كرة قدم أندونيسي.

## كأس آسيا 2007
و قد سجل هدف في مرمى منتخب البحرين لكرة القدم.

## روابط خارجية
- بامبانغ بامونغكاس على موقع الاتحاد الدولي (مؤرشف)  (الإنجليزية)
- بامبانغ بامونغكاس على موقع قاعدة بيانات كرة القدم.إي يو (الإنجليزية)
- بامبانغ بامونغكاس على موقع ناشيونال فوتبول تيمز (الإنجليزية)
- بامبانغ بامونغكاس على موقع Soccerway.com (الإنجليزية)
- بامبانغ بامونغكاس على موقع كووورة